# Лютнянское газовое месторождение
Лютнянское газовое месторождение — газовое месторождение на Украине, расположенное в северо-западной части страны, в Великоберезнянском районе Закарпатской области, вблизи села Тихий.
Пресс-служба Открытого акционерного общества «Укргаздобыча» заявила об открытии 10 сентября 2015 года.

## Характеристика
По данным предварительной оценки перспективные ресурсы газа этого месторождения составляют 2,4 млрд кубических метров.